# خوان کانالس
خوان کانالس (انگلیسی: Juan Canales؛ زادهٔ ۲۲ نوامبر ۱۹۶۶) بازیکن فوتبال اهل اسپانیا است.
از باشگاه‌هایی که در آن بازی کرده‌است می‌توان به باشگاه فوتبال دپورتیوو لاکرونیا و باشگاه فوتبال رئال مادرید اشاره کرد.